# الشاب عز الدين
الشاب عز الدين مغني جزائري من مواليد 17 جويلية 1975 بمدينة الشلف.

## حياته
اعتمد على قدراته الفنية الخاصة حيث نشط العديد من الأعراس والأفراح التي زادت من شهرته واستطاع أن يخلق نوعا جديد ألا وهو الراي العروبي ومما يميز الشاب عز الدين هو كتابة العديد من أغنية مما تسبب له في سجنه بسبب أغنية شوف الحقرة شوف التي نشاد فيها رئيس الجمهورية الجزائرية عبد العزيز بوتفليقة محاسبة كل من والي ولاية الشلف ورئيس دائرة الشلف وقضى عقوبة السجن لمدة سنة عمن 2007 لغاية 2008، ويتميز كذلك الشاب عز الدين بإبتعاده عن القنوات التلفزيونية التي يراها بعيدة جدا عن المستوى المطلوب 
سجل الشاب عز الدين أول شريط له سنة 1998 في طبعات مفتاح بوسط مدينة الشلف. حقق ألبومه الأول بعنوان Ach Dani Lal Ghorba نجاحًا. ويناقش مشكلة الجزائريين غير الشرعيين في الخارج بشكل عام وفي فرنسا بشكل خاص.
إنه ثوري في العصر الجديد، لديه هذا الغضب من أجل البلاد، الغضب لتغيير السيئ إلى الجيد، لتغيير الأسوأ إلى الأفضل. ويتمنى أن تكون لهذه الأجيال جزائر نقية ومفعمة بالأمل. إنه الفخر الجديد لـ "بليد"، المغني راي الذي لا يتقن كلماته ولا يتردد في قول ما يقوله الآخرون بصوت عالٍ بهدوء. صحيح أن الأمر كلفه بضعة أشهر في السجن، لكن الشاب عز الدين لن يظل صامتاً أبداً ضد سوء أداء السياسة الجزائرية.

## أعماله
- آش داني للغربة
- واش جابك ليا خيرة
- الحسين
- دراهمي ماحضروش
- شوف الحقرة شوف
- ديقوتاج
- وينك يا سعاد مشورة

## وفاته
توفي الشاب عز في 07 فيفري 2019 بسبب جلطة دماغية ودفن بمدينة الشلف.

## وصلة خارجية
- هذه حياتي: الشاب عز الدين